# Gaël
Gaël / Gwazel là một xã trong tỉnh Ille-et-Vilaine, thuộc vùng hành chính Bretagne của nước Pháp, có dân số là 1.351 người (thời điểm 1999).

## Nhân khẩu học
| 1954 | 1962 | 1968 | 1975 | 1982 | 1990 | 1999 |
| ---- | ---- | ---- | ---- | ---- | ---- | ---- |
| 2038 | 1466 | 1673 | 1515 | 1484 | 1406 | 1351 |